# Rio Claro (tiểu vùng)
Rio Claro là một tiểu vùng thuộc bang São Paulo, Brasil. Tiều vùng này có diện tích 2944 km², dân số năm 2007 là 216680 người.